# Nobody Wants to Be Lonely
"Nobody Wants to Be Lonely" é o segundo single do segundo álbum de Ricky Martin em inglês, Sound Loaded, lançado em 09 de Janeiro de 2001. Ricky Martin também gravou este single em espanhol intitulado "Sólo Quiero Amarte". Outra versão da canção foi gravado como um dueto com Christina Aguilera. O single chegou à #13 posição na Billboard Hot 100. O single também alcançou a #4 posição no Reino Unido e a #6 na Austrália. No United World Chart, a parada musical mundial, alcançou a #1 posição. A canção foi escrito por Desmond Child, Gary Burr, Victoria Shaw e produzida por Walter Afanasieff, que já havia co-produzido grandes hits com Mariah Carey. Esta versão em dueto mais tarde foi incluído em três compilações de Martin: The Best of Ricky Martin, 17 e 17: Greatest Hits, e a versão internacional do álbum de greatest hits de Aguilera, Keeps Gettin' Better: A Decade of Hits.
Após o lançamento, "Nobody Wants to Be Lonely" se tornou um grande sucesso mundial. Alcançando o número um na Nova Zelândia por duas semanas e na Romênia por três semanas, além de liderar as paradas de airplay na Finlândia e na Polônia. Na Europa, a versão em dueto alcançou o top 10 em mais de 10 países diferentes, alcançando o número três na Itália, Holanda, Espanha, Suécia e Suíça. No Reino Unido, alcançou o número quatro no UK Singles Chart, dando a Martin seu quinto top dez e Aguilera seu quarto. A música também foi bem sucedida na Austrália, alcançando o número oito na ARIA Singles Chart. Na América do Norte, "Nobody Wants to Be Lonely" atingiu o número seis no Canadian Singles Chart e número 13 na Billboard Hot 100 dos EUA, tendo atingido o topo de três gráficos específicos da Billboard. A música ganhou a certificação Ouro em cinco países: Austrália, Dinamarca, Holanda, Suécia e Suíça.

## Vídeo Musical
Dois videoclipes foram dirigidos por Wayne Isham em Coral Gables, Flórida, no final de dezembro de 2000, e foi lançado em 15 de janeiro de 2001. Um videoclipe tem como tema o dueto em inglês 'Nobody Wants Be Be Lonely', enquanto outro é definido para a versão solo em língua espanhola "Sólo Quiero Amarte". O vídeo para "Nobody Wants to Be Loney" apresenta Christina Aguilera enquanto "Sólo Quiero Amarte" ela faz apenas uma aparição.

## Grammy Awards
A canção foi nomeada na 44° Grammy Awards na categoria "Melhor Colaboração Pop com Vocais", mas perdeu para "Lady Marmalade" da própria Christina Aguilera com participação de: Lil' Kim, Mya e Pink. "Nobody Wants to Be Lonely" ganhou um prêmio ALMA de o Vídeo Musical em Destaque.

## Desempenho nas Paradas
"Nobody Wants to Be Lonely" é um dos primeiros grandes lançamentos únicos a não ter um único CD comercial nos Estados Unidos. Embora canções tinham sido autorizados a tabela da Billboard Hot 100 sem singles desde o final de 1998, (e uma canção, de Aaliyah "Try Again" tinha realmente atingiu o número um, seguido de "Lady Marmalade", de Aguilera) a maioria dos grandes singles por grandes artistas ainda singles na época, especialmente músicas de alto nível como este. Com esse único ser toted como um dos duetos mais elevados do perfil daquele ano, a comunidade da música foi, então, compreensivelmente chocado quando foi anunciado que nenhum CD ou CD maxi-single seria lançado para a música.
"Nobody Wants to Be Lonely" atingiu um pico de número #13 na Billboard Hot 100, graças ao seu pico de #10 no topo da Hot 100 Airplay. A versão em espanhol da canção, intitulada "Solo Quiero Amarte", atingiu número #1 no Hot Latin Songs (por quatro semanas). O single se tornou um hit top dez na maioria dos países, chegando ao número #1 na Nova Zelândia (por duas semanas), o número #4 no Reino Unido e número #6 na Austrália, entre outros. Também foi certificado Ouro na Austrália, Holanda, Suécia e Suíça.

## Desempenho nas tabelas musicais
| Chart (2001)                                                      | Peak position |
| ----------------------------------------------------------------- | ------------- |
| O campo songid é OBRIGATÓRIO PARA PARADA ALEMÃ                    | 5             |
| Austrália (ARIA)                                                  | 8             |
| Áustria (Ö3 Austria Top 75)                                       | 13            |
| Bélgica (Ultratop 50 de Flandres)                                 | 11            |
| Bélgica (Ultratop 50 da Valônia)                                  | 16            |
| Canadá (Nielsen SoundScan)                                        | 6             |
| Dinamarca (Hitlisten)                                             | 6             |
| Escócia (Scottish Singles Chart)                                  | 8             |
| Espanha (PROMUSICAE)                                              | 2             |
| Espanha (Top 40 Radio)                                            | 20            |
| Estados Unidos (Billboard Hot 100)                                | 13            |
| Estados Unidos (Billboard Adult Contemporary)                     | 3             |
| Estados Unidos (Billboard Adult Top 40)                           | 27            |
| Estados Unidos (Billboard Hot Latin Songs) "Sólo Quiero Amarte"   | 1             |
| Estados Unidos (Billboard Latin Pop Airplay) "Sólo Quiero Amarte" | 1             |
| Estados Unidos (Billboard Mainstream Top 40)                      | 8             |
| Estados Unidos (Billboard Rhythmic)                               | 20            |
| Estados Unidos Top 40 Tracks (Billboard)                          | 10            |
| Estados Unidos (Billboard Tropical Airplay) "Sólo Quiero Amarte"  | 1             |
| União Europeia (European Hot 100 Singles)                         | 2             |
| Finlândia (Suomen virallinen lista)                               | 4             |
| Finlândia (Finnish Top 50 Hits)                                   | 2             |
| Finlândia (Finnish Airplay Chart)                                 | 1             |
| França (SNEP)                                                     | 28            |
| Irlanda (IRMA)                                                    | 12            |
| Itália (FIMI)                                                     | 2             |
| Nova Zelândia (Recorded Music NZ)                                 | 1             |
| Noruega (VG-lista)                                                | 5             |
| Países Baixos (Dutch Top 40)                                      | 3             |
| Países Baixos (Single Top 100)                                    | 4             |
| Polónia (National Airplay Chart)                                  | 1             |
| Portugal (AFP)                                                    | 9             |
| Roménia (Romanian Top 100)                                        | 1             |
| Reino Unido (UK Singles Chart)                                    | 4             |
| Suécia (Sverigetopplistan)                                        | 3             |
| Suíça (Schweizer Hitparade)                                       | 2             |

| Chart (2001)                                                       | Position |
| ------------------------------------------------------------------ | -------- |
| Alemanha (Official German Charts)                                  | 58       |
| Áustria (Ö3 Austria Top 40)                                        | 63       |
| Bélgica (Ultratop 50 Flanders)                                     | 90       |
| Estados Unidos Billboard Hot 100                                   | 55       |
| Estados Unidos Adult Contemporary (Billboard)                      | 16       |
| Estados Unidos Hot Latin Songs (Billboard) · "Sólo Quiero Amarte"  | 11       |
| Estados Unidos Latin Pop Songs (Billboard) · "Sólo Quiero Amarte"  | 11       |
| Estados Unidos Tropical Airplay (Billboard) · "Sólo Quiero Amarte" | 9        |
| União Europeia (European Hot 100 Singles)                          | 35       |
| Nova Zelândia (Recorded Music NZ)                                  | 28       |
| Países Baixos (Dutch Top 40)                                       | 51       |
| Países Baixos (Single Top 100)                                     | 46       |
| Reino Unido (Official Charts Company)                              | 80       |
| Roménia (Romanian Top 100)                                         | 15       |
| Suécia (Sverigetopplistan)                                         | 62       |
| Suíça (Schweizer Hitparade)                                        | 19       |

## Certificações
| País                       | Certificação | Vendas |
| -------------------------- | ------------ | ------ |
| Austrália (ARIA)           | Ouro         | 32,000 |
| Dinamarca (IFPI Dinamarca) | Ouro         | 4,000  |
| Países Baixos (NVPI)       | Ouro         | 40,000 |
| Suécia (GLF)               | Ouro         | 15,000 |
| Suíça (IFPI Suíça)         | Ouro         | 20,000 |